# Greg Abate
Greg Abate (Fall River, 31 mei 1947) is een Amerikaans jazz-saxofonist, fluitist, componist en arrangeur. Hij groeide op in Woonsocket (Rhode Island). In de vijfde klas begon hij klarinet te spelen.
Na de middelbare school ging hij naar Berklee College of Music in Boston. Na een aantal jaren in Californië te hebben gewerkt, keerde hij in 1972 terug naar Berklee om zijn opleiding af te ronden. Tijdens een tweede reis, naar Los Angeles, werd hij ingehuurd om altsaxofoon te spelen in de band van Ray Charles in 1973 en 1974.
Kort daarna vormde Abate een sextet genaamd Channel One. Het enige album van de groep, Without Boundaries, werd uitgebracht in 1980. Terwijl hij in Rhode Island woonde, werd hij lid van Sax Odyssey, geleid door Tony Giorgianni, en Duke Bellair's Jazz Orchestra. In 1986 werd hij ingehuurd door Dick Johnson om tenorsaxofoon te spelen in de band van Artie Shaw. Hij is ook verschenen met Jerome Richardson en Red Rodney. Hij heeft lesgegeven aan het Rhode Island College.
In april 2016 was Abate een van de acht genomineerden voor de Rhode Island Music Hall of Fame.
- Gemeinsame Normdatei: 1143027698
- International Standard Name Identifier: 0000 0000 4142 8717
- Library of Congress Control Number: no2001012623
- MusicBrainz: 013c480f-9f5b-4849-831a-21c865976a1c
- Virtual International Authority File: 51333812
- WorldCat: E39PBJyx9Q3X6mFWT7GWyQYByd